# 多和田眞一郎
多和田眞一郎（たわた しんいちろう、1947年- ）は、日本の言語学者、広島大学名誉教授。

## 人物・来歴
沖縄（県）生まれ。1970年静岡大学人文学部卒業。1972年東京都立大学大学院人文科学研究科修士課程修了、同博士課程進学。1973年（韓国）延世大学韓国語研究所留学。78年都立大学大学院博士課程退学（単位取得）。95年「外国資料を中心とする沖縄語の音声・音韻に関する歴史的研究」で博士（学術）。東京外国語大学外国語学部附属日本語学校講師、1985年広島大学教育学部助教授、90年教授（留学生センター、教育学研究科)。2012年定年退任、名誉教授。1984年「琉球方言の音韻史的研究」で沖縄文化協会賞（金城朝永賞）受賞。1994年「沖縄に関連する朝鮮資料の研究」で沖縄協会沖縄研究奨励賞受賞。2021年『沖縄語動詞形態変化の歴史的研究』で新村出賞受賞。専門は日本語学、歴史言語学。

## 著書
- 『「琉球・呂宋漂海録」の研究 二百年前の琉球・呂宋の民俗・言語』武蔵野書院, 1994.6
- 『外国資料を中心とする沖縄語の音声・音韻に関する歴史的研究』武蔵野書院, 1997.1
- 『沖縄語漢字資料の研究』溪水社, 1998.2
- 『沖縄語音韻の歴史的研究』溪水社, 2010.6
- 『地名で考える沖縄語の移り変り 例えば、「ぜりかく」 (勢理客) が「じっちゃく」になるまで』溪水社, 2012.7
- 『沖縄語動詞形態変化の歴史的研究 武蔵野書院創業百周年記念出版』武蔵野書院, 2019.8

### 編著
- 『にほんごへのたびだち』編. 近代文芸社, 1993.6
- 『言語の体系と構造 (講座・日本語教育学 第6巻 編. スリーエーネットワーク, 2006.9

## 論文
- ＜多和田眞一郎